# Adreki d'Ibèria
Adreki o Aderk (Aderc) fou un rei d'Ibèria esmentat per les cròniques georgianes. Hauria regnat a la primera meitat del segle i. Toumanoff l'identifica amb molta probabilitat amb Pharsman I d'Ibèria que apareix a les fonts clàssiques.
Adreki era el fill pòrtum de Kartam (príncep de la Còlquida adoptat per Parnavaz II/Bartom I de la dinastia Arxacúnida). La seva mare havia fugit a Armènia a la caiguda del seu marit. Finalment Aderki va poder reunir un exèrcit, va retornar al país i va recuperar el poder eliminant a Artàxies II.